# ガエターノ・ディ・ボルボーネ＝ドゥエ・シチリエ
ガエターノ・マリーア・フェデリーコ・ディ・ボルボーネ＝ドゥエ・シチリエ（Gaetano Maria Federico di Borbone-Due Sicilie, 1846年1月12日 - 1871年11月26日）は、両シチリア王国の王族。両シチリア王フェルディナンド2世とその2番目の妻のオーストリア大公女マリア・テレジアの間の第7子。フェルディナンド2世にとっては5番目の息子である。ジルジェンティ伯（Conte di Girgenti）の儀礼称号で呼ばれた。

## 生涯
ガエターノは1868年5月13日、マドリードでスペイン女王イサベル2世とその夫君カディス公の長女イサベル・フランシスカと結婚した。ガエターノは妻イサベルの両親それぞれと従兄弟同士であった。この縁組は、スペイン・ブルボン家がサヴォイア家のイタリア王国による両シチリア王国の併合を承認したことに伴って生じた、スペイン・ブルボン家とブルボン＝シチリア家の間の不和を収めるためのものであった。結婚に際し、ガエターノはスペイン王子（Infante de España）の称号を授けられた。2人の結婚後まもなく、スペイン名誉革命が勃発して義母のイサベル2世は王位を追われた。
ガエターノと妻イサベルの結婚生活は不幸だった。結婚後2年の間、ガエターノはウィーンなどの大都市に住む親類縁者の元を訪ねて回る生活を送った。ガエターノは精神的に不安定かつ憂鬱症で、体が弱くてんかんの持病があった。ガエターノは何度か自殺未遂を起こしたうえ、1871年にスイス、ルツェルンのホテルの一室で拳銃自殺を遂げた。妻イサベルとの短い結婚生活の間に子供は授からなかった。